# Плазомицин
Плазомицин  — антибиотик группы аминогликозидов следующего поколения («неогликозид»), производное
сизомицина. IUPAC название: 2S)-4-Amino-N-[(1R,2S,3S,4R,5S)-5-amino-4-{[(2S,3R)-3-amino-6-{[(2-hydroxyethyl)amino]methyl}-3,4-dihydro-2H-pyran-2-yl]oxy}-2-{[(2R,3R,4R,5R)-3,5-dihydroxy-5-methyl-4-(methylamino)oxan-2-yl]oxy}-3-hydroxycyclohexyl]-2-hydroxybutanamid.
Одобрен для применения: США (2018).

## Механизм действия
Связывается с 30S субъединицей рибосом, блокируя синтез белка.

## Показания
- Осложнённые инфекции мочевыводящих путей (включая пиелонефрит)[4][5].

## Противопоказания
- повышенная чувствительность к препарату[4][5].

## Применение при беременности и в период грудного вскармливания
Плазомицин, как и другие аминогликозиды, может оказать вредное воздействие на плод (ототоксическое действие).